# 세바스티앵 바송
세바스티앵 이마르 바송 은귀나 (Sébastien Aymar Bassong Nguena , 1986년 7월 9일 ~ )는 프랑스 태생 카메룬의 축구 선수로 현재 잉글랜드 이스미언 리그의 해링게이 버러에서 수비수로 활동 중이다.

## 선수 경력

### 클럽 경력
2005년 프랑스 리그 1의 FC 메스에서 데뷔한 이후 뉴캐슬 유나이티드, 토트넘 핫스퍼, 울버햄프턴 원더러스, 노리치 시티, 왓퍼드 FC, 피터버러 유나이티드(이상 잉글랜드), 볼로스 FC(그리스) 등에서 14년간 활동하며 FC 메스의 2006-07년 리그 2 우승, 노리치 시티의 2014-15 EFL 챔피언십 3위 및 차기 시즌 1부 리그 승격 등에 기여했고 2009년에는 뉴캐슬 유나이티드 올해의 선수, 2013년에는 노리치 시티 올해의 선수에 선정되는 영예를 안았다.
이후 2020년 그리스의 볼로스를 떠나 이스미언 리그의 해링게이 버러와 입단 계약을 체결하며 1시즌만에 잉글랜드 무대로 복귀했다.

### 국가대표팀 경력
2007년부터 2009년까지 프랑스 U-21 대표팀에서 잠시 뛰다가 2009년 5월 25일 모로코와의 2010년 FIFA 월드컵 아프리카 지역 최종 예선 A조 2차전 경기를 앞두고 카메룬 A대표팀에 합류한 뒤 같은 해 8월 12일 오스트리아와의 친선 경기에서 국제 A매치 데뷔전을 치렀다.
그리고 이듬해에 열린 2010년 FIFA 월드컵 본선 엔트리에 합류하였으나 팀은 본선에서 네덜란드, 일본, 덴마크를 상대로 3전 전패·E조 최하위의 처참한 성적을 거두며 조별리그에서 탈락했다.

## 수상

### 클럽
FC 메스
- 리그 2 : 우승 (2006-07)

 노리치 시티
- EFL 챔피언십 : 3위 (2014-15/프리미어리그 승격)

### 개인
- 뉴캐슬 유나이티드 올해의 선수 : 2009
- 노리치 시티 올해의 선수 : 2013